# 닥장버들
닥장버들(학명: Salix brachypoda)은 북부 고원의 물가에 나는 낙엽 소관목으로 높이 1m 정도이다. 잎은 마주나거나 어긋나며 가장자리는 밋밋하고, 뒷면은 회록색으로 융모가 있다. 수꽃의 포는 거꿀달걀형으로 털이 있고, 꿀샘 1개, 수술 2개이다. 암꽃의 포는 긴 타원형, 긴 융모가 있고, 암술머리는 4갈래이다. 열매는 삭과로 난형, 털이 있다. 개화기는 4-5월, 결실기는 6-7월로 관상용으로도 심는다.